# 朱宝泉
朱宝泉（1946年8月—），男，汉族，江苏无锡人，中国药学家，曾任上海医药工业研究院院长、上海交通大学药学院院长，研究员、博士生导师，上海现代制药股份有限公司董事长。